# 鄧廷瓚
鄧廷瓚，字宗器，湖广巴陵人。明朝政治人物，同進士出身。

## 生平
景泰五年（1454年）登甲戌科進士，授淳安縣知縣，有惠政。母喪丁憂，除服后升太僕寺丞。貴州新設程番府，因地處深山，吏部難選人赴任，后命其擔任知府。其到達后，悉心規畫，城郭、衢巷、學校、壇廟、廨舍等地，逐漸構建城池，政平令和。巡撫陳儼上奏其知行，明景帝命其久任。九年任滿后，才升為山東左參政，后進右布政使。弘治二年，以右副都御史身份巡撫貴州。母喪丁憂，除服后恢復原職。期間平定當地苗族叛變，并與湖廣總兵官顧溥、貴州總兵官王通等討平。之後上言請設衛所，得到批准。至此，新建都勻府、獨山州、麻哈州、清平縣，至此控制當地苗族。后論功，升爲右都御史。
弘治八年（1495年），召掌管南京都察院事，幾個月后，提督兩廣軍務，并擔任巡撫。兩年后，晉升爲左都御史。弘治十三年，召回擔任掌管南京都察院事，未行而去世。贈太子少保，謚襄敏。